# 조면암

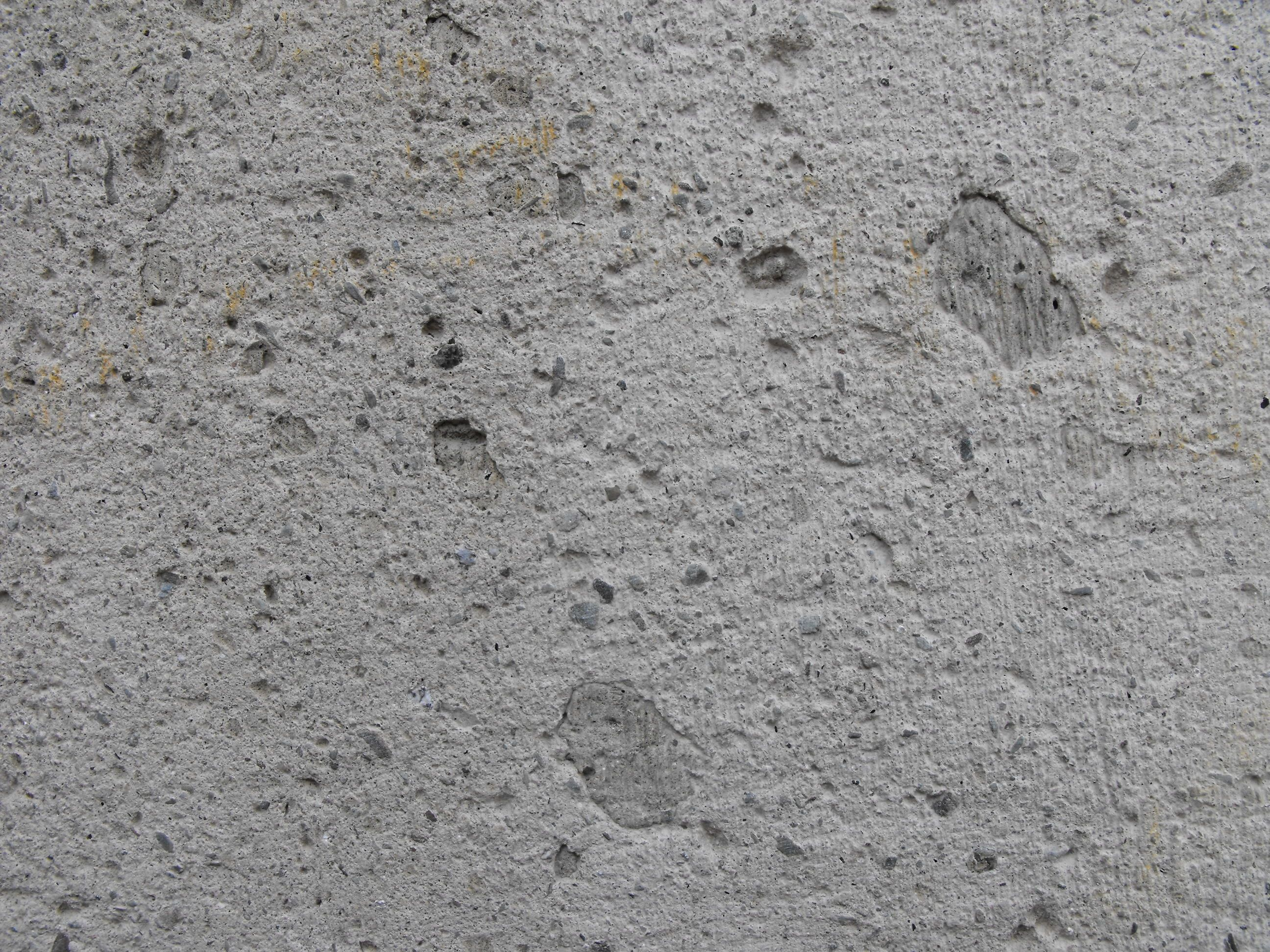
조면암의 단면

조면암(粗面岩, trachyte)은 주로 알칼리 장석으로 구성된 분출 화성암이다. 일반적으로 밝은 색을 띠고 은미정질 (미립)이며, 소량의 고철질 광물을 포함한다. 규소와 알칼리 금속이 풍부한 용암 (또는 얕은 관입암)이 빠르게 냉각되어 형성된다. 조면암은 섬장암의 화산에 해당한다.
조면암은 해양섬 화산활동의 후기 단계와 대륙 열곡 및 맨틀 플룸 상부, 그리고 후호 분지 확장 지역 등 알칼리 마그마가 분출되는 모든 곳에서 흔하게 발견된다. 조면암은 화성의 게일 분화구에서도 발견되었다.
조면암은 장식용 건축 석재로 사용되었으며 로마 제국과 베네치아 공화국에서는 치수석재로 널리 사용되었다.

## 화학 성분

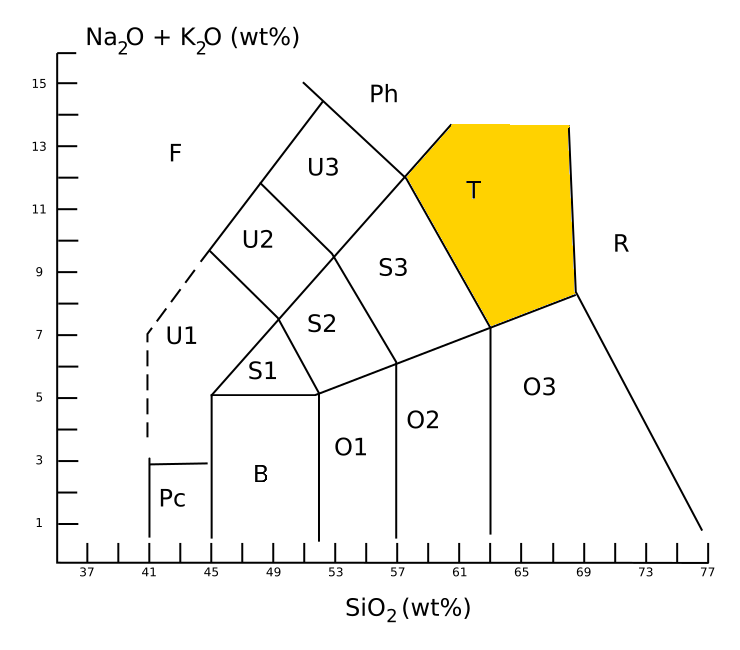
조면암 영역이 강조된 TAS 도표

조면암은 60~65%의 이산화 규소 함량과 7% 이상의 알칼리 산화물 함량을 가진다. 이는 유문암보다 SiO2가 적고 데이사이트보다 (Na2O + K2O)가 많다는 것을 의미한다. 이러한 화학적 차이는 TAS 분류에서 조면암의 위치와 일치하며, 암석의 장석이 풍부한 광물학적 특성을 설명한다. 조면데이사이트는 TAS 도표에서 조면암과 동일한 영역을 차지하지만, 20% 이상의 정규 석영 함량으로 조면암과 구별된다. 조면데이사이트는 QAPF 도표에서는 인정되는 암석 유형이 아니며, 알칼리 장석이 풍부하고 석영이 20% 이상인 암석은 유문암으로 분류된다.

## 광물학

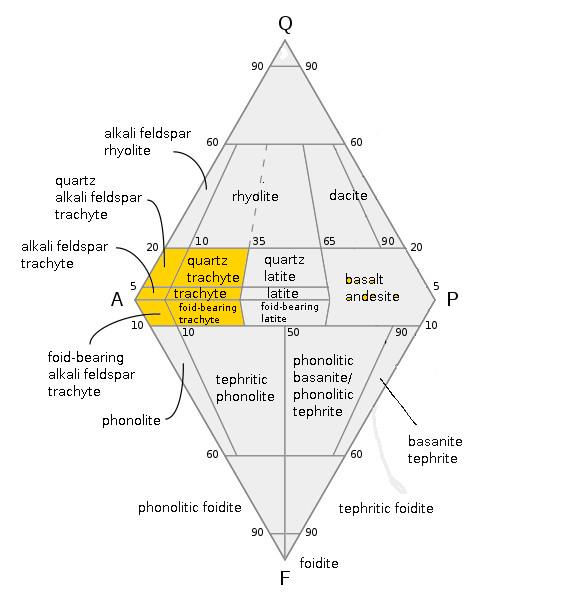
조면암 영역이 강조된 QAPF 도표

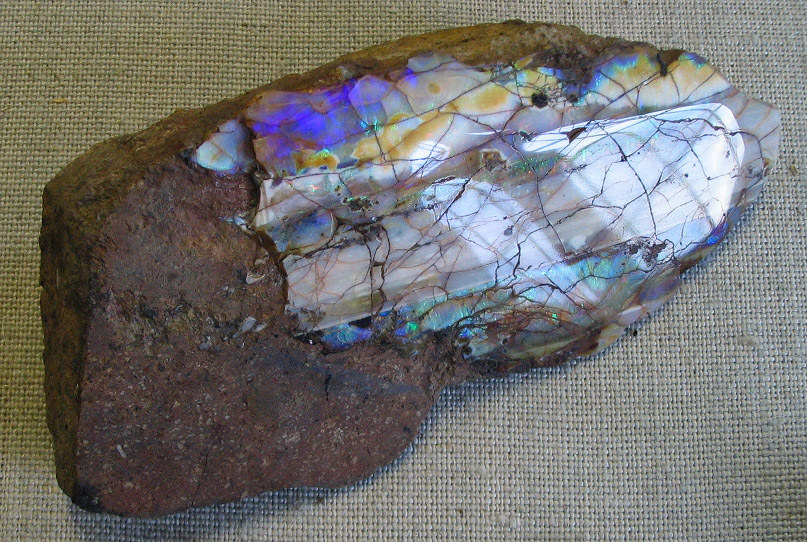
조면암 위에 연마된 단백석

조면암의 광물 집합은 필수 알칼리 장석으로 구성된다. 상대적으로 적은 양의 사장석과 석영 또는 준장석 (예: 네펠린)도 존재할 수 있다. 이는 QAPF 도표에서 조면암 영역의 위치에 반영된다. 흑운모, 단사휘석 및 감람석은 흔한 부수 광물이다. 사장석은 일반적으로 나트륨이 풍부한 올리고클레이스이다. 알칼리 장석은 일반적으로 나트륨이 풍부한 산니딘 (애노소클레이스)이며, 종종 크립토퍼타이트 형태를 띠며, 나트륨 장석 (조장석)과 칼륨 장석 (산니딘)의 미세한 띠가 교대로 나타난다.
조면암은 일반적으로 미립이고 밝은 색을 띠지만, 대부분 유리질로 구성된 경우 검은색일 수 있다. 이들은 종종 반상암으로, 훨씬 작고 불완전한 산니딘 판상 결정이 포함된 기질에 크고 잘 형성된 산니딘 결정이 박혀 있다. 능면 반암은 일반적으로 매우 미립의 기질에 크고 마름모 모양의 반정이 박혀 있는 예이다. 라인강의 드라헨펠스 조면암과 같이 가장 잘 알려진 조면암 중 일부는 눈에 띄는 반상 특성을 보여주며, 미립 기질을 통해 길이 1~2인치(2.5~5cm)의 판상 산니딘 결정이 흩어져 있다. 그러나 많은 조면암에서는 반정이 적고 작으며, 기질은 비교적 거칠다. 철고토광물은 큰 결정으로 거의 나타나지 않으며, 일반적으로 이 암석의 손 크기 표본에서는 눈에 띄지 않는다. 두 가지 유형의 기질이 일반적으로 인식된다: 주로 길고 좁은 아평행 산니딘 막대로 구성된 조면암질 기질과 동일한 광물의 작고 정사각형 또는 직사각형 프리즘으로 구성된 정반상 기질이다. 때로는 기질에 입상 보통휘석이나 스펀지형 리벡카이트가 나타나지만, 일반적으로 이 암석의 이 부분은 장석질이 매우 높다.
조면암은 종종 미세하고 불규칙한 소포를 가지고 있어 암석 표본의 깨진 면이 거칠고 불규칙하게 보이는데, 이러한 독특한 조직에서 그 이름이 유래했다. 이 이름은 원래 오베르뉴 지방의 암석에 처음 붙여졌으며, 위에서 정의된 것보다 훨씬 넓은 의미로 오랫동안 사용되어 석영-조면암(현재 리파라이트 및 유문암으로 알려짐)과 올리고클레이스-조면암(현재 안산암으로 분류됨)을 포함했다.
조면암에서는 석영이 드물지만, (역시 규소로 구성된) 인규석은 흔하지 않다. 이는 현미경의 도움 없이는 보이지 않을 정도로 큰 결정으로는 거의 나타나지 않지만, 박편에서는 작고 육각형 판으로 나타나 겹쳐져 모자이크나 지붕의 기와처럼 밀집된 집합체를 형성할 수 있다. 이들은 종종 큰 장석의 표면을 덮거나 암석의 소포 내부를 채우며, 거기서 비정질 단백석이나 섬유질 옥수와 섞일 수 있다. 오래된 조면암에서는 인규석의 재결정화로 인한 이차 석영이 드물지 않다.
존재하는 고철질 광물 중 가장 흔한 것은 보통휘석이다. 이는 보통 옅은 녹색을 띠며, 작은 결정들은 종종 형태가 매우 완벽하다. 갈색 각섬석과 흑운모도 나타나며, 보통 자철석과 휘석으로 구성된 검은색 부식 테두리에 둘러싸여 있다. 때로는 교대가 완전하여 각섬석이나 흑운모가 남지 않지만, 자철석과 보통휘석의 덩어리 윤곽은 그것이 어떤 광물에서 유래했는지 명확하게 보여줄 수 있다. 감람석은 일부 조면암, 예를 들어 이스키아섬의 아르소에서 발견되지만 흔하지 않다. 래브라도라이트와 같은 염기성 사장석은 일부 이탈리아 조면암에서 반정으로 알려져 있다. 암갈색 보통휘석과 사방휘석(하이퍼신 또는 브론자이트)도 관찰되었지만 흔하지는 않다. 인회석, 지르콘 및 자철석은 거의 항상 부수 광물로 존재한다.
때때로 준장석 그룹의 광물인 네펠린, 소달라이트 및 백류석이 조면암에 존재하며, 이러한 종류의 암석을 준장석 함유 조면암이라고 한다. 포놀라이트의 특징적인 나트륨 함유 각섬석과 휘석도 일부 조면암에서 발견될 수 있다. 따라서 에지린 또는 에지린 보통휘석은 투휘석 결정에 자라서 형성되며, 리벡카이트는 기질의 장석들 사이에 스펀지 형태의 성장으로 존재할 수 있다 (라인강의 베르쿰 조면암처럼). 아이슬란드와 같이 유리질 형태의 조면암(흑요석)이 나타나며, (테네리페와 다른 곳에서) 경석질 변종도 알려져 있지만, 이 암석은 유문암과 달리 결정화 경향이 매우 강하여 상당한 정도로 유리질인 경우는 드물다.

## 지리적 분포

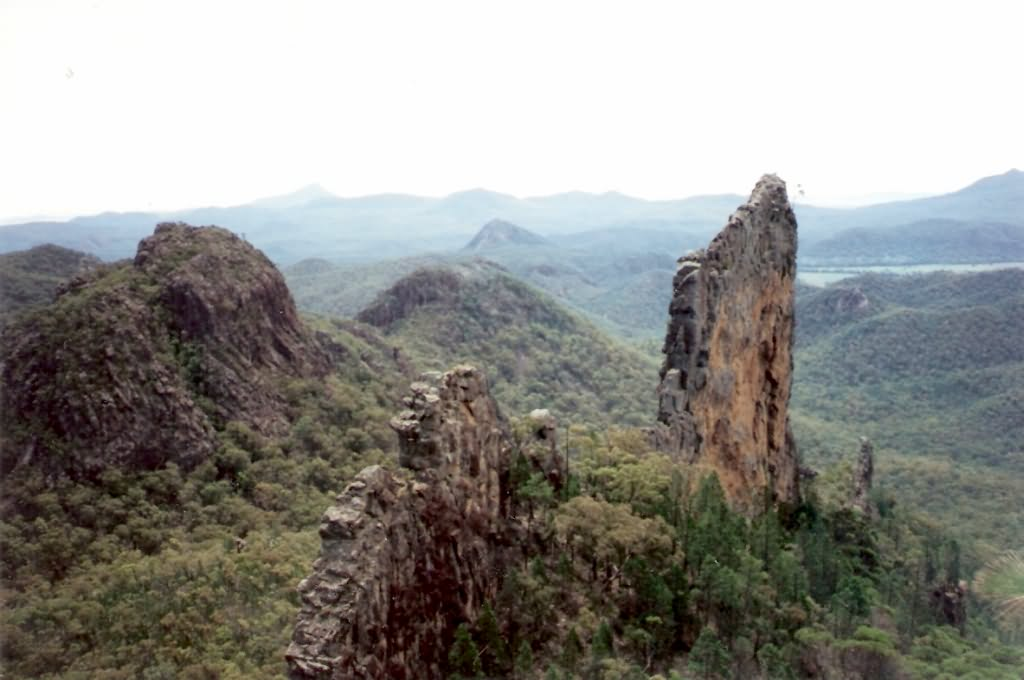
브레드나이프는 호주 동부 와룸벙글스에 있는 과알칼리성 조면암 암맥이다.

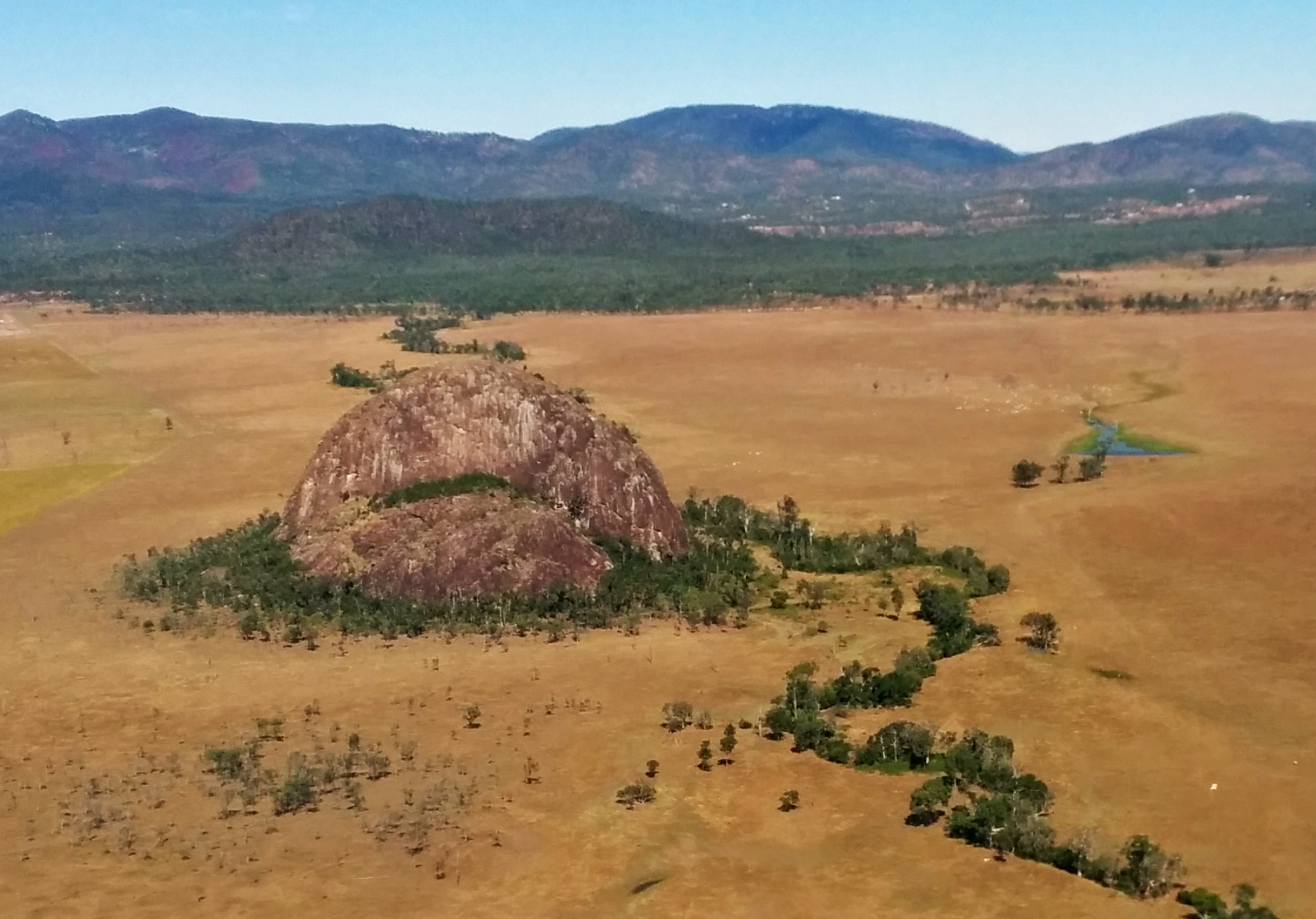
아이언 포트 (Iron Pot)는 센트럴 퀸즐랜드의 옙푼 서쪽에 위치한 헤들로우 크릭 지역의 여러 조면암 플러그 중 하나이다.

조면암은 알칼리 마그마 계열에서 일반적인 규소-풍부 최종 구성원이며, 이 계열에서는 알칼리 현무암 마그마가 지하에서 분별 결정 작용을 겪는다. 이 과정은 마그마에서 칼슘, 마그네슘, 철을 제거하여 알칼리 장석과 유사한 조성을 만든다. 그 결과 조면암은 해양섬의 후기 분출과 대륙 열곡 및 맨틀 플룸을 포함하여 알칼리 마그마가 분출되는 모든 곳에서 흔하게 발견된다. 마그마 분화가 조면암을 넘어 포놀라이트 또는 더 진화된 알칼리 마그마로 진행되는 경우는 드물다. 조면암은 북부 에게해와 이탈리아의 에올리에 제도 호와 같은 후호 분지 확장 지역에서도 발생한다. 에올리안 후호 분지에는 조면암이 분출된 캄피 플레그레이 화산지대가 포함된다.
조면암은 유럽의 신생대 화산암 중 잘 대표된다. 그레이트브리튼섬에서는 스카이섬에 용암류와 암맥 또는 관입암으로 나타나지만, 라인강 지역과 아이펠 지방, 오베르뉴, 보헤미아 및 에우가네아 언덕 등 유럽 대륙에서 훨씬 더 흔하다. 로마, 나폴리 및 이스키아섬 근처에서는 조면암질 용암과 응회암이 흔하게 발생한다. 조면암은 판텔레리아 섬에서도 발견된다. 미국에서는 조면암이 빅 벤드 (텍사스) 지역의 데이비스 산맥, 치소스 산맥, 빅 벤드 랜치 주립 공원과 남부 네바다주 및 사우스다코타주 (블랙힐스)에서 광범위하게 노출되어 있다. 하와이의 후알랄라이 북쪽 측면에 있는 푸우 와아와아(Puʻu Waʻawaʻa)에서 한 번의 대량 분출이 있었던 것으로 알려져 있다. 이곳의 조면암은 유리질이고 검은색이다. 아이슬란드, 아소르스 제도, 테네리페섬 및 어센션섬에는 최근의 조면암질 용암이 있으며, 이러한 종류의 암석은 뉴사우스웨일스주 (캠베와라 레인지), 퀸즐랜드 (메인 레인지), 동아프리카, 마다가스카르, 예멘 및 다른 여러 지역에서도 나타난다.
오래된 화산암 중에서도 조면암은 드물지 않지만, 종종 오소파이어 및 오소클레이스-반암이라는 이름으로 기술되었고, 조면암은 제3기 및 유사한 조성의 최근 암석에만 국한되었다. 잉글랜드에서는 엑서터 지역에 페름기 조면암이 있으며, 스코틀랜드 중부 계곡의 여러 지역에서 석탄기 조면암이 발견된다. 후자는 이탈리아 및 라인강 계곡의 현대 조면암과 본질적인 차이가 없지만, 그들의 보통휘석과 흑운모는 종종 녹니석 및 다른 이차 산물로 대체된다. 페름기 조면암은 독일 튀링겐주 및 자를란트주 지역에서도 나타난다.
조면암과 같은 알칼리암은 시생누대에는 드물지만, 원생누대에는 흔해진다. 5억 7천만 년 전의 알칼리암은 많은 대륙순상지의 경계 주변에서 흔하게 발견되며, 당시의 전 세계적인 열곡 현상의 증거이다.
조면암과 밀접한 관련이 있는 암석 유형은 케라토파이어(keratophyre)로, 이는 조면암의 나트륨-풍부-사장석에 해당한다.

## 같이 보기
- 암석 목록